# Andrew Copp
Andrew Copp (né le 8 juillet 1994 à Ann Arbor dans l'État de Michigan aux États-Unis) est un joueur professionnel américain de hockey sur glace. Il évolue au poste de centre.

## Biographie

### Carrière junior
Joueur issu des Wolverines de l'Université du Michigan, Copp est sélectionné en 104e position par les Jets de Winnipeg lors du repêchage d'entrée dans la LNH 2013. 
Il joue deux autres saisons à l'université avant de signer en mars 2015 son premier contrat professionnel avec les Jets d'une durée de trois ans. 

### Carrière professionnelle
Il joue son premier match avec les Jets le 11 avril 2015 lors du dernier match de l'équipe en saison régulière. 
Il parvient à décrocher un poste régulier avec les Jets la saison suivante, jouant 77 matchs et récoltant 13 points.
Le 21 mars 2022, il est échangé aux Rangers de New York avec un choix de 6e tour en 2023 contre Morgan Barron, 2 choix conditionnels de 2e tour en 2022 et un choix de 5e tour en 2023.

## Statistiques

### En club
| Saison     | Équipe                       | Ligue      |     | Saison régulière | Saison régulière | Saison régulière | Saison régulière | Saison régulière |   | Séries éliminatoires | Séries éliminatoires | Séries éliminatoires | Séries éliminatoires | Séries éliminatoires |
| Saison     | Équipe                       | Ligue      | PJ  | B                | A                | Pts              | Pun              | PJ               | B | A                    | Pts                  | Pun                  |                      |                      |
| 2010-2011  | US National Development Team | USHL       | 22  | 1                | 4                | 5                | 4                | 1                | 0 | 0                    | 0                    | 0                    |                      |                      |
| 2011-2012  | US National Development Team | USHL       | 18  | 3                | 7                | 10               | 2                | -                | - | -                    | -                    | -                    |                      |                      |
| 2012-2013  | Université du Michigan       | CCHA       | 38  | 11               | 10               | 21               | 12               | -                | - | -                    | -                    | -                    |                      |                      |
| 2013-2014  | Université du Michigan       | Big-10     | 33  | 15               | 14               | 29               | 26               | -                | - | -                    | -                    | -                    |                      |                      |
| 2014-2015  | Université du Michigan       | Big-10     | 36  | 14               | 17               | 31               | 29               | -                | - | -                    | -                    | -                    |                      |                      |
| 2014-2015  | Jets de Winnipeg             | LNH        | 1   | 0                | 1                | 1                | 0                | -                | - | -                    | -                    | -                    |                      |                      |
| 2015-2016  | Jets de Winnipeg             | LNH        | 77  | 7                | 6                | 13               | 6                | -                | - | -                    | -                    | -                    |                      |                      |
| 2016-2017  | Moose du Manitoba            | LAH        | 8   | 0                | 5                | 5                | 4                | -                | - | -                    | -                    | -                    |                      |                      |
| 2016-2017  | Jets de Winnipeg             | LNH        | 64  | 9                | 8                | 17               | 18               | -                | - | -                    | -                    | -                    |                      |                      |
| 2017-2018  | Jets de Winnipeg             | LNH        | 82  | 9                | 19               | 28               | 14               | 16               | 1 | 2                    | 3                    | 4                    |                      |                      |
| 2018-2019  | Jets de Winnipeg             | LNH        | 69  | 11               | 14               | 25               | 6                | 6                | 0 | 5                    | 5                    | 2                    |                      |                      |
| 2019-2020  | Jets de Winnipeg             | LNH        | 63  | 10               | 16               | 26               | 10               | 4                | 2 | 0                    | 2                    | 4                    |                      |                      |
| 2020-2021  | Jets de Winnipeg             | LNH        | 55  | 15               | 24               | 39               | 20               | 8                | 0 | 2                    | 2                    | 4                    |                      |                      |
| 2021-2022  | Jets de Winnipeg             | LNH        | 56  | 13               | 22               | 35               | 8                | -                | - | -                    | -                    | -                    |                      |                      |
| 2021-2022  | Rangers de New York          | LNH        | 16  | 8                | 10               | 18               | 8                | 20               | 6 | 8                    | 14                   | 2                    |                      |                      |
| 2022-2023  | Red Wings de Détroit         | LNH        | 82  | 9                | 33               | 42               | 25               | -                | - | -                    | -                    | -                    |                      |                      |
| 2023-2024  | Red Wings de Détroit         | LNH        | 79  | 13               | 20               | 33               | 26               | -                | - | -                    | -                    | -                    |                      |                      |
| Totaux LNH | Totaux LNH                   | Totaux LNH | 644 | 104              | 173              | 277              | 141              | 54               | 9 | 17                   | 26                   | 16                   |                      |                      |

### En équipe nationale
| Année | Équipe         | Compétition                  |   | PJ | B | A | Pts | Pun           |  | Résultat |
| 2012  | États-Unis U18 | Championnat du monde -18 ans | 6 | 0  | 1 | 1 | 0   | Médaille d'or |  |          |
| 2014  | États-Unis U20 | Championnat du monde junior  | 5 | 0  | 5 | 5 | 2   | 5e place      |  |          |
| 2017  | États-Unis     | Championnat du monde         | 8 | 1  | 0 | 1 | 4   | 5e place      |  |          |

## Trophées et honneurs personnels
- 2014-2015 : nommé dans la deuxième équipe d'étoiles de Big 10.